# Niphoparmena elongatipennis
Niphoparmena elongatipennis är en skalbaggsart som beskrevs av Stefan von Breuning 1961. Niphoparmena elongatipennis ingår i släktet Niphoparmena och familjen långhorningar. Inga underarter finns listade i Catalogue of Life.